# Neutronenactiveringsanalyse
Neutronenactiveringsanalyse (NAA) is een methode voor kwalitatieve en kwantitatieve elementenanalyse, waarbij het monstermateriaal met neutronen wordt bestraald, meestal in een nucleaire onderzoeksreactor. Daarbij worden sommige stabiele isotopen omgezet in radioactieve isotopen, ook wel radionucliden genoemd. Terwijl deze radionucliden vervallen, met halfwaardetijden die kunnen variëren van fracties van seconden tot miljarden jaren, zenden ze verschillende soorten straling uit, meestal met inbegrip van gammastraling.
Gammastraling is een hoogenergetische soort elektromagnetische straling, nog energetischer dan UV- en röntgenstraling. Energie en intensiteit van de gammastraling worden gemeten met halfgeleiderdetectoren op basis van germaniumkristallen. De radionucliden zenden gammastraling uit met karakteristieke golflengten of energieën. Dus als er een piek in het gammaspectrum gemeten wordt bij een bepaalde energie, is vaak meteen duidelijk van welk radionuclide en van welk element het afkomstig is. De piekoppervlakte geeft informatie over de hoeveelheid van het element in het monster. 
Elementen die geen gammastraling uitzendende isotopen opleveren, kunnen niet worden gedetecteerd met NAA. De gevoeligheden ofwel detectielimieten verbeteren met de hoeveelheid radioactiviteit die het element oplevert en de intensiteit van de gammastralen die worden uitgezonden. Er is geen eenvoudige vuistregel die de elementen relateert aan hun detectielimieten in NAA.

## Voor- en nadelen
Een van de belangrijkste voordelen van NAA is dat veel bulkmaterialen geen signaal geven, omdat de gebruikelijke samenstellende elementen - H, C, O, N, P en Si - niet of nauwelijks radionucliden vormen. Dit maakt de methode zeer gevoelig voor het meten van sporenelementen, omdat de belangrijkste bestanddelen die geen signaal geven ook geen ruisniveau of interferenties veroorzaken. Daarom is het ook niet nodig om een andere monstervoorbereiding te doen dan het verkleinen en (in sommige gevallen) drogen, waardoor de techniek non-destructief is. Daaruit volgt dan weer dat blancoproblemen vanuit de monstervoorbereiding uitgesloten zijn. Een ander voordeel is dat de techniek slechts kleine hoeveelheden monstermateriaal nodig heeft - 100 tot 200 milligram is voldoende.
Omdat neutronen een groot doordringend vermogen hebben in de veel materialen, van cm tot tientallen cm, net als de gammastraling die gedetecteerd moet worden, kunnen ook zeer grote monsters, tot 10 kg, geanalyseerd worden zonder deelmonsters te nemen.
Voor sommige elementen en monstertypes kan NAA een betere keuze zijn dan het destructieve inductief gekoppelde plasmamassaspectrometrie (ICP-MS), waarbij het monster in oplossing gebracht moeten worden, en daarna geatomiseerd. De gevoeligheid van NAA is extreem hoog voor goud en iridium - picogrammen zijn detecteerbaar. Ook is NAA sterk in het bepalen van de halogenen als chloor, broom en jodium, die de neiging hebben te ontsnappen bij de monstervoorbereidingsstappen die NAA niet kent.

## Varianten
Direct tijdens de bestraling met neutronen komt al gammastraling vrij, van zeer hoge energie. Als deze "prompte" gammastraling gedetecteerd wordt, heet de techniek "prompte gamma neutronenactiveringsanalyse".
Hoewel elk radionuclide zijn eigen lijnenspectrum aan gammastraling uitzendt, kan toch een kleine bijdrage van het ene element ondersneeuwen in die van een ander. Om beter te kunnen meten, kan een chemische scheiding uitgevoerd worden na bestraling. De techniek heet dan "radiochemische neutronenactiveringsanalyse".